# 친일파 708인 명단 - 조선총독부 군인
친일파 708인 명단 - 조선총독부 군인은 2002년 민족정기를 세우는 국회의원모임에서 발표한 친일파 708인 명단 가운데 조선총독부 군인 7명의 명단이다. 유형이 중복되는 경우에는 이름 옆에 해당 유형을 부기했다.

## 〈조선총독부 군인〉 목록
- 김석원 (金錫源)
- 김창룡 (金昌龍)
- 박두영 (朴斗榮) - 중추원, 밀정, 군수산업 관련자
- 어담 (魚潭)
- 이병무 (李秉武) - 정미칠적, 경술국적, 조선귀족
- 정훈 (鄭勳)
- 조동윤 (趙東潤) - 조선귀족

## 같이 보기
- 민족문제연구소의 친일인명사전 수록예정자 명단 - 군
- 대한민국 정부 발표 친일반민족행위자 명단 - 통치 기구